# Calanthe lutiviridis
Calanthe lutiviridis är en orkidéart som beskrevs av Pieter van Royen. Calanthe lutiviridis ingår i släktet Calanthe och familjen orkidéer.
Artens utbredningsområde är Papua Nya Guinea. Inga underarter finns listade i Catalogue of Life.